# Donja Lapaštica
Donja Lapaštica (cyr. Доња Лапаштица) – wieś w Serbii, w okręgu jablanickim, w gminie Medveđa. W 2011 roku liczyła 29 mieszkańców.